# بورشاو
بورشاو (به آلمانی: Bürchau) یک منطقهٔ مسکونی در آلمان است که در Kleines Wiesental واقع شده‌است. بورشاو ۱۹۰ نفر جمعیت دارد.